# Ogólnopolski konkurs fotografii studenckiej
Ogólnopolski Konkurs Fotografii Studenckiej (dawniej: Pstrykaliada) – konkurs organizowany przez Niezależne Zrzeszenie Studentów Szkoły Głównej Handlowej w Warszawie od 1998 r., którego celem jest nagradzanie najlepszych fotografów-amatorów wśród studentów.

## Misja i cele
Misją Konkursu jest dawanie możliwości rozwoju w dziedzinie fotografii oraz odkrywanie nowych talentów wśród środowisk akademickich. Skierowany do studentów, którzy nie ukończyli 28. roku życia, ma na celu wyłanianie najlepszych fotografów-amatorów oraz, poprzez warsztaty Pstrykaliada, umożliwiać rozwój wszystkich zainteresowanych fotografią.

## Formuła konkursowa
Konkurs odbywa się rokrocznie pod innym motywem przewodnim, do którego nawiązują 3 kategorie konkursowe. OKFS podzielony jest na etapy regionalne (wyszczególnione na stronie organizatora) oraz na etap krajowy.
Konkurs rokrocznie odbywa się w pierwszym trymestrze roku. Wszyscy chcący wziąć udział w konkursie muszą spełnić dwa warunki: być studentami uczelni wyższych w Polsce oraz nie mieć ukończonych 28. Lat. Aby zgłosić pracę, należy zarejestrować się w systemie na stronie okfs.art.pl oraz przesłać zdjęcie w formie papierowej na adres organizatora lub dostarczyć do najbliższego Centrum Regionalnego. Laureaci wyłaniani są w dwóch niezależnych od siebie etapach: regionalnym oraz krajowym. Wydarzenie wieńczy rokrocznie uroczysta Gala Finałowa, na której następuje wręczenie nagród laureatom etapu krajowego.

## Jury konkursowe
Od kilku lat kapituła jury pozostaje niezmienna:
- Andrzej Zygmuntowicz – Przewodniczący Rady Artystycznej ZPAF
- Krystyna Małgorzata Dołowska – członek Zarządu Fotoklubu RP
- Waldemar Kompała – kierownik działu fotograficznego „Rzeczpospolitej”

## Historia
Konkurs w obecnej formule oraz pod obecną nazwą funkcjonuje od 2010 r. Poprzednie edycje odbywały się pod nazwą Pstrykaliada, która od roku 2010 obejmuje wyłącznie cykl warsztatów towarzyszących konkursowi.